# Asinara
Asinara je italský ostrov o rozloze 52 km2. Název je italsky „obydlený oslem“, ale předpokládá se, že pochází z latinského „sinuaria“ a znamená sinusovitý tvar.[zdroj?] Ostrov je prakticky neobydlený. Nachází se v severozápadním cípu Sardinie a je hornatý se strmým skalnatým pobřežím. Ostrov je součástí systému národních parků Itálie, byl přeměněn na rezervaci pro divokou zvěř a mořskou rezervaci. 
Asinara je druhý největší ostrov Sardinie po Sant'Antioco. Ostrov je úzký, protáhlý, s velmi členitým pobřežím. 

## Historie
V roce 1885 se ostrov stal majetkem státu. V Cala Reale byl postaven lazaret a v Cala d'Oliva byla na příkaz italského krále Umberta I. zřízena zemědělská trestanecká kolonie. Asi 100 rodin sardinských farmářů a janovských rybářů, kteří žili na Asinaře, se muselo přestěhovat na Sardinii, kde založili vesnici Stintino.

## Národní park Asinara
Národní park Asinara (italsky Parco Nazionale dell'Asinara) je jeden z italských národních parků, leží na ostrově stejného jména. Park má rozlohu 52 km² (5 200 hektarů), jde tedy o druhý nejmenší italský národní park. Založený byl v roce 1997.